# Melch
Melch ist ein Ortsteil von Reipertswiller im Département Bas-Rhin in der Region Grand Est in Frankreich.

## Geografie
Melch liegt inmitten eines ausgedehnten Waldgebietes (Forêt Domaniale d’Ingwiller) im Gebiet der in Frankreich so genannten Nordvogesen.

## Geschichte

### Mittelalter
Das Dorf Melch gehörte schon vor 1378 zur Herrschaft Lichtenberg. Dort war es formal dem Amt Ingweiler zugeordnet. Da es aber als Lehen von den Lichtenbergern an die von Bütlenheim (auch: Bietlenheim, Büttenheim) vergeben war, stand es insoweit außerhalb der Verwaltung des Amtes Ingweiler.
Nach dem Tod des letzten Lichtenbergers 1480, Graf Jakob, wurde die Herrschaft geteilt, das Amt Ingweiler und die Lehensherrschaft über Melch fielen zunächst an Zweibrücken-Bitsch.

### Neuzeit
Allerdings kam es 1570 zu einem weiteren Erbfall, der das Amt Ingweiler und die Lehensherrschaft über Melch nun zur Grafschaft Hanau-Lichtenberg brachte.
Durch die Reunionspolitik Frankreichs fielen um 1680 die im Elsass gelegenen Teile der Grafschaft Hanau-Lichtenberg unter die Oberhoheit Frankreichs, so auch das Amt Ingweiler und Melch.
1736 starb mit Graf Johann Reinhard III. der letzte männliche Vertreter des Hauses Hanau. Aufgrund der Ehe seiner einzigen Tochter, Charlotte (* 1700; † 1726), mit dem Erbprinzen Ludwig (VIII.) (* 1691; † 1768) von Hessen-Darmstadt fiel die Grafschaft Hanau-Lichtenberg nach dort. Als Folge der Französischen Revolution fiel dann der linksrheinische Teil der Grafschaft Hanau-Lichtenberg – und damit auch Melch – an Frankreich. 1798 zählte das Dorf 64 Einwohner.
Heute ist Melch ein Ortsteil von Reipertswiller.